# Anton Nedyalkov
Anton Mihaylov Nedyalkov (Lovech, 30 de abril de 1993), más conocido como Anton Nedyalkov, es un futbolista búlgaro que juega de defensa en el P. F. C. Ludogorets Razgrad de la Primera Liga de Bulgaria. Es internacional con la selección de fútbol de Bulgaria.

## Selección nacional
Nedyalkov fue internacional sub-19 y sub-21 con la selección de fútbol de Bulgaria, antes de convertirse en internacional absoluto el 6 de septiembre de 2016 en un partido de clasificación para el Mundial 2018 frente a la selección de fútbol de Luxemburgo.

## Clubes
| Club                            | País           | Año       |
| ------------------------------- | -------------- | --------- |
| P. F. C. Litex Lovech           | Bulgaria       | 2011-2016 |
| F. C. Chavdar Etropole (cedido) | Bulgaria       | 2011      |
| F. C. Svetkavitsa (cedido)      | Bulgaria       | 2012      |
| P. F. C. CSKA Sofía             | Bulgaria       | 2016-2017 |
| F. C. Dallas                    | Estados Unidos | 2018      |
| P. F. C. Ludogorets Razgrad     | Bulgaria       | 2018-act. |

## Palmarés

### Títulos nacionales
| Título                   | Club                        | País     | Año  |
| ------------------------ | --------------------------- | -------- | ---- |
| Supercopa de Bulgaria    | P. F. C. Ludogorets Razgrad | Bulgaria | 2018 |
| Primera Liga de Bulgaria | P. F. C. Ludogorets Razgrad | Bulgaria | 2019 |
| Supercopa de Bulgaria    | P. F. C. Ludogorets Razgrad | Bulgaria | 2019 |
| Primera Liga de Bulgaria | P. F. C. Ludogorets Razgrad | Bulgaria | 2020 |
| Primera Liga de Bulgaria | P. F. C. Ludogorets Razgrad | Bulgaria | 2021 |
| Supercopa de Bulgaria    | P. F. C. Ludogorets Razgrad | Bulgaria | 2021 |
| Primera Liga de Bulgaria | P. F. C. Ludogorets Razgrad | Bulgaria | 2022 |
| Supercopa de Bulgaria    | P. F. C. Ludogorets Razgrad | Bulgaria | 2022 |
| Copa de Bulgaria         | P. F. C. Ludogorets Razgrad | Bulgaria | 2023 |
| Primera Liga de Bulgaria | P. F. C. Ludogorets Razgrad | Bulgaria | 2023 |
| Supercopa de Bulgaria    | P. F. C. Ludogorets Razgrad | Bulgaria | 2023 |
| Primera Liga de Bulgaria | P. F. C. Ludogorets Razgrad | Bulgaria | 2024 |
| Supercopa de Bulgaria    | P. F. C. Ludogorets Razgrad | Bulgaria | 2024 |
| Primera Liga de Bulgaria | P. F. C. Ludogorets Razgrad | Bulgaria | 2025 |
| Copa de Bulgaria         | P. F. C. Ludogorets Razgrad | Bulgaria | 2025 |